# 천벌
천벌(Divine retribution)은 어떤 행동에 대한 응답으로 신이 개인, 집단 또는 모든 사람을 초자연적으로 처벌하는 것이다. 많은 문화권에는 신이 어떻게 자기 땅의 이전 주민들에게 형벌을 가해 파멸을 초래했는지에 대한 이야기가 있다.
천벌의 예는 길가메시 서사시, 힌두 베다 또는 창세기(6장 9절-8장 22절)에 설명된 대로 모든 인류를 파괴하는 대홍수에 대해 많은 문화권에서 발견되는 이야기이다. 첫 번째 예에서는 우트나피쉬팀(Utnapishtim)이고 마지막 예에서는 노아이다. 신약성서와 쿠란에서 하나님으로부터 방주를 지으라는 명령을 받은 누(노아)라는 사람에 대한 언급은 또한 한 사람과 그의 추종자들이 대홍수에서 구원받았다는 것을 암시한다.
히브리 종교 문헌의 다른 예로는 바벨탑 건설자들의 흩어짐(창 11:1~9), 소돔과 고모라의 멸망(창 18:20~21, 19:23~28)(꾸란 7장: 80~84), 그리고 이스라엘 자손을 박해한 고대 이집트인들에게 10가지 재앙이 임했다(출애굽기, 7~12장).
그리스 신화에서 헤라 여신은 남편인 제우스가 인간 여성을 임신시키고 그러한 일로 태어난 아이들에게 천벌을 가할 때 종종 분노했다. 신화의 일부 버전에서 메두사는 그녀의 허영심에 대한 천벌로서 괴물 같은 형태로 변했다. 다른 곳에서는 포세이돈에게 강간당한 것에 대한 처벌이었다.
성경은 하나님의 보응이 대부분의 경우 미래의 때로 연기되거나 "비축되어 있다"고 말한다. 하나님의 초자연적인 일과 보응을 보는 것은 하나님의 말씀을 믿는 믿음에 불리하게 작용할 것이다. 윌리엄 레인 크레이그는 바울의 견해에 따르면, 하나님의 속성, 그의 영원한 능력과 신성은 창조물에 명백히 나타나 있으므로 영원하고 능력 있는 세상의 창조자를 믿지 않는 사람들에게는 변명의 여지가 없다고 말한다. 실제로 바울은 그들이 실제로 하나님이 계신 것을 알고 있으면서도 그들의 불의 때문에 이 진리를 막고 있다고 말한다.
일부 종교나 철학적 입장에서는 천벌이라는 개념이 없으며, 신이 질투, 복수, 진노와 같은 인간의 감정을 표현할 수 있거나 표현할 의사가 있다고 가정한다. 예를 들어, 이신론과 범신론에서 창조자는 좋든 나쁘든 우리 우주에 전혀 개입하지 않으므로 그러한 행동을 보이지 않는다. 범신론에서, 신은 우주이고 그 안에 있는 모든 것을 포괄하므로 보복을 받을 수 있는 모든 것이 단순히 신 안에 있기 때문에 보복이 필요하지 않다. 이러한 견해는 일부 범신론적 또는 범신론적 형태의 힌두교에도 반영되어 있다.

## 같이 보기
- 기독교 종말론
- 확증 편향
- 신의 심판
- 섭리
- 눈에는 눈
- 공정한 세상 가설
- 업
- 네메시스
- 형벌 대속
- 서방 기독교